# John Ehrensbeck
John Robert „Louie“ Ehrensbeck (* 19. September 1944 in Utica, New York; † 17. Juli 2021 in Webb, New York) war ein US-amerikanischer Biathlet und Skirennläufer.

## Biografie
John Ehrensbeck kam 1944 als Sohn von Kit und Earl Ehrensbeck in Utica, New York zur Welt. Er wuchs in Old Forge auf und besuchte die Town of Webb School.
Bereits in seiner Jugend war Ehrensbeck sportlich aktiv. Er spielte Baseball und war in den 1960er Jahren Mitglied in den Nationalmannschaften des Nordischen und Alpinen Skisports. Bei den Olympischen Winterspielen 1968 in Grenoble gehörte er der US-amerikanischen Biathlonstaffel an, die im 4 × 7,5 km Rennen den achten Platz belegte.
Nach seiner Olympiateilnahme beendete seine sportliche Laufbahn und trainierte in Old Forge sowohl das Golf- als auch das Fußballteam der örtlichen Highschool. Zudem arbeitete er als Skilehrer und -techniker im McCauley Mountain Ski Center.
Ehrensbeck hatte fünf Töchter und lebte bis zu seinem Tod 2021 in Old Forge.